# Kinaza kreatynowa

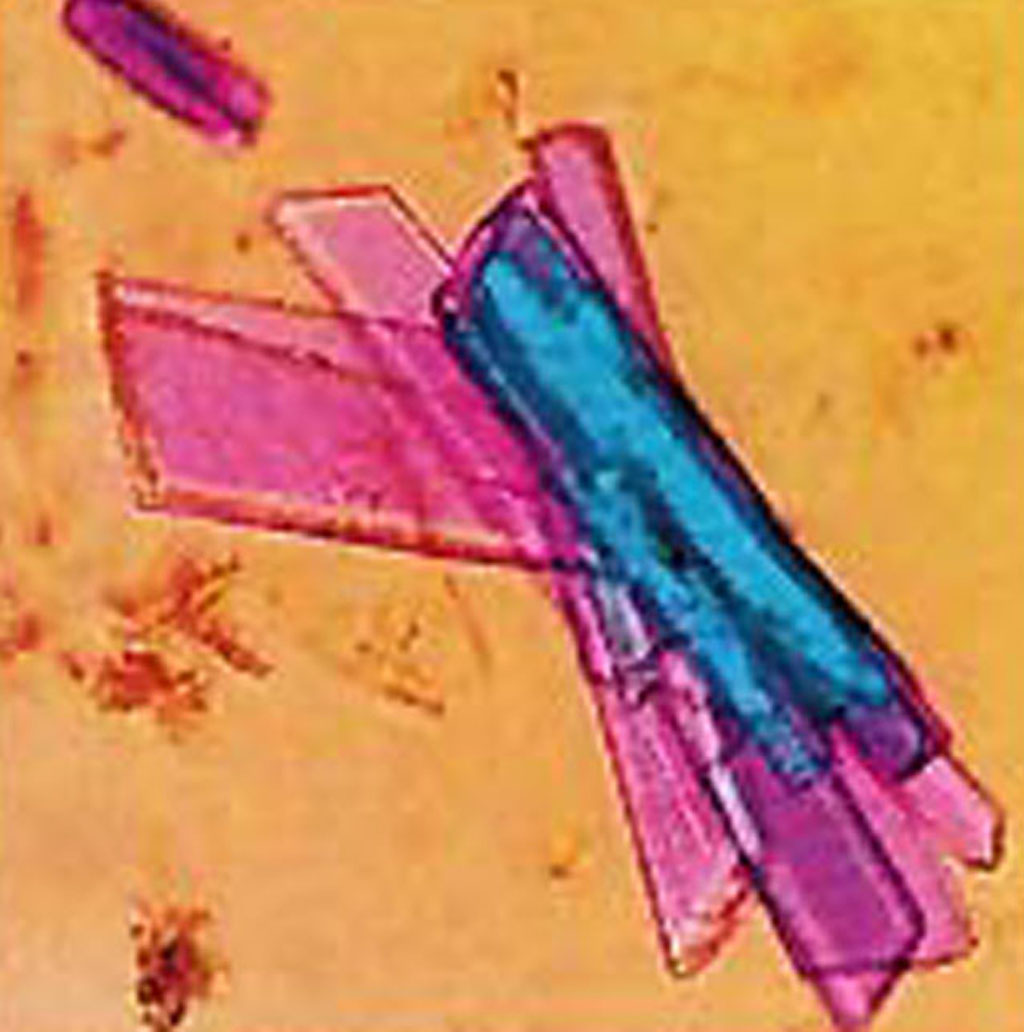
Kryształy kinazy kreatynowej królika (obraz mikroskopowy)

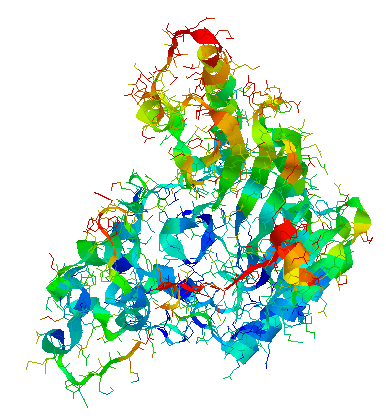
Model przestrzenny mięśniowej kinazy kreatynowej

Kinaza kreatynowa (ang. creatine kinase, CK), kinaza fosfokreatynowa (ang. creatine phosphokinase, CPK), fosfokinaza kreatynowa (EC  2.7.3.2) – enzym  wytwarzany przez różnorodne typy tkanek. Katalizuje odwracalną reakcję przenoszenia grupy fosforanowej z fosfokreatyny na ADP, regenerując ATP, albo z ATP na kreatynę, odbudowując zapasy fosfokreatyny. Jest enzymem kluczowym w bioenergetyce komórki, odgrywając ważną rolę w homeostazie komórkowego ATP.
W tkankach i komórkach o wysokim zapotrzebowaniu energetycznym (mięśniach szkieletowych, gładkich, a także mózgu, plemnikach i komórkach fotoreceptorowych) stężenie fosfokreatyny zdecydowanie przewyższa stężenie ATP. Podczas aktywacji komórki kinaza kreatynowa z zapasów fosfokreatyny regeneruje ATP, który jest głównym źródłem energii w reakcjach biochemicznych.

## Formy kinazy kreatynowej
W cytoplazmie większości komórek ssaków, enzymy CK dzielą się na dwa podtypy: B (brain, mózgowy) oraz M (muscle, mięśniowy). Istnieją jednak trzy izoenzymy, które są dimerami: CK-MM, CK-BB i CK-MB. Kodujące je geny znajdują się na różnych chromosomach: B na 14q32 i M na 19q13. 
Wzorce izoenzymów różnią się w zależności od tkanki. CK-BB rzadko osiąga znaczącą ilość w krwiobiegu. Mięśnie szkieletowe wytwarzają CK-MM (98%) i CK-MB. Mięsień sercowy natomiast wytwarza CK-MM w 70% i CK-MB w 30%.
Cytoplazmatyczne dimeryczne formy kinazy kreatynowej to:
- MM – mięśnie szkieletowe
- MB – mięsień sercowy
- BB – mózg.

Istnieją jeszcze dwie formy mitochondrialne, które są oktamerami:
- sMt-CK – mitochondrialna forma mięśniowa (sarcomeric)
- uMt-CK – mitochondrialna forma tzw. wszędobylska (ubiquitous)

Mitochondrialna kinaza kreatynowa (CKm) jest obecna w przestrzeni międzybłonowej mitochondrium. Uczestniczy w produkcji fosfokreatyny z ATP tworzonego w procesie fosforylacji oksydacyjnej. 

## Diagnostyka
Badania aktywności kinazy kreatynowej w surowicy stosuje się w diagnostyce medycznej. Podwyższony poziom CK świadczy przede wszystkim o uszkodzeniu tkanek, szczególnie mięśni. Oznacza zatem kontuzje, nadmierny wysiłek fizyczny, choroby mięśnia sercowego, zawał serca, choroby ośrodkowego układu nerwowego, wylewy, napady epileptyczne lub intensywną radioterapię. Może również pojawiać się na przykład przy niedoczynności tarczycy lub w chorobach mięśni, a czasami (około 1% przypadków) także przy zażywaniu leków z grupy statyn, obniżających stężenie cholesterolu we krwi.
Izoenzym sercowy kinazy kreatynowej (CK-MB) jest markerem martwicy mięśnia sercowego. Podwyższony poziom wskazuje na ataki serca (dziś jest to coraz rzadziej wykonywane badanie).
Obniżony poziom CK może oznaczać alkoholową chorobę wątroby lub reumatoidalne zapalenie stawów.
Zakresy wartości prawidłowych są następujące:
- kobiety: 40–285 U/l
- mężczyźni: 55–370 U/l.